# دافي بروبر
دافي بروبر (بالهولندية: Davy Pröpper) هو لاعب كرة قدم هولندي في مركز الوسط ولد في يوم 2 سبتمبر 1991 في مدينة آرنم في هولندا، كان يلعب مع نادي بي إس في إيندهوفن وسبق له اللعب مع نادي نادي فيتيس أرنيهم، كما لعب مع منتخب هولندا لكرة القدم في يونيو 2015 في مباراة ودية ضد الولايات المتحدة. توقف بروبر عن اللعب لصالح نادي آيندهوفن في يناير 2022.

## روابط خارجية
- دافي بروبر على موقع الاتحاد الأوربي (الإنجليزية)
- دافي بروبر على موقع قاعدة بيانات كرة القدم.إي يو (الإنجليزية)
- دافي بروبر على موقع ناشيونال فوتبول تيمز (الإنجليزية)
- دافي بروبر على موقع Soccerbase.com (لاعب) (الإنجليزية)
- دافي بروبر على موقع Soccerway.com (الإنجليزية)
- دافي بروبر على موقع عالم كرة القدم.نت (الإنجليزية)
- دافي بروبر على موقع AS.com (الإسبانية)